# Gühlitz
Gühlitz (polabisch gol´a = Heide) ist ein Ortsteil und eine Gemarkung der Gemeinde Küsten in der Samtgemeinde Lüchow (Wendland) im niedersächsischen Landkreis Lüchow-Dannenberg.

## Lage
Der Ort liegt 6 km westlich von Lüchow südlich der Bundesstraße 493 von Lübeln nach Küsten in der Niederen Geest am Südfuß einer Geestinsel. Gühlitz ist ein von Norden zugänglicher Rundling mit einem fast kreisrunden Dorfplatz. Von Süden führt eine Straße von Satemin nach Gühlitz.

## Geschichte
Der Ort wird im Winsener Schatzregister von 1450 als Gulitze geführt. Im Rahmen der Gemeindegebietsreform wurde 1972 die bis dahin selbstständige Gemeinde Gühlitz zu einem Ortsteil von Küsten. Die Einwohnerzahl nahm in den letzten zweihundert Jahren von fast einhundert (1821) auf weniger als fünfzig Einwohnern ab. Gühlitz gehört zur Kirchengemeinde Meuchefitz.

## Wassermühle
Südlich des Dorfes liegt am Gühlitzer Mühlenbach eine Wassermühle, die 1476 erstmals im Besitzregister der Familie von Wustrow erwähnt wird. Sie geht später in den Besitz des Landesherren über und untersteht zuerst dem Amt Wustrow und ab 1779 dem Amt Lüchow, weil die umliegenden Dörfer ebenfalls zum Amt Lüchow gehörten. Die Pächter und später die Eigentümer der Mühle wechselten sehr oft. In der zweiten Hälfte des 19. Jahrhunderts errichtete der Müller zwischen Seerau im Drawehn und der Wassermühle eine Bockwindmühle, die nach einem überraschenden Sturm beschädigt und später abgebrochen wurde. Daraufhin wird auf der Mühle eine Windturbine mit einer Windrose montiert. Eine in Niedersachsen einzigartige Konstruktion. Um die Jahrhundertwende wird die Mühle zudem zu einer Dampf- und Wassermühle mit einer Windturbine ausgebaut. Die Windturbine musste später wieder angebaut werden, weil sich Risse im Mauerwerk bildeten. Sie war eine Getreide- und zeitweise auch eine Ölmühle. 1921 kaufte die Familie Michaelis die Mühle, in deren Besitz sie noch heute ist. Seit der Regulierung des Mühlenbaches hat der Mühlenteich keinen Zulauf mehr. Die Inneneinrichtung ist gut erhalten und kann nach Terminabsprache besichtigt werden. Die Mühle liegt an der Niedersächsischen Mühlenstraße.

Wassermühle Gühlitz
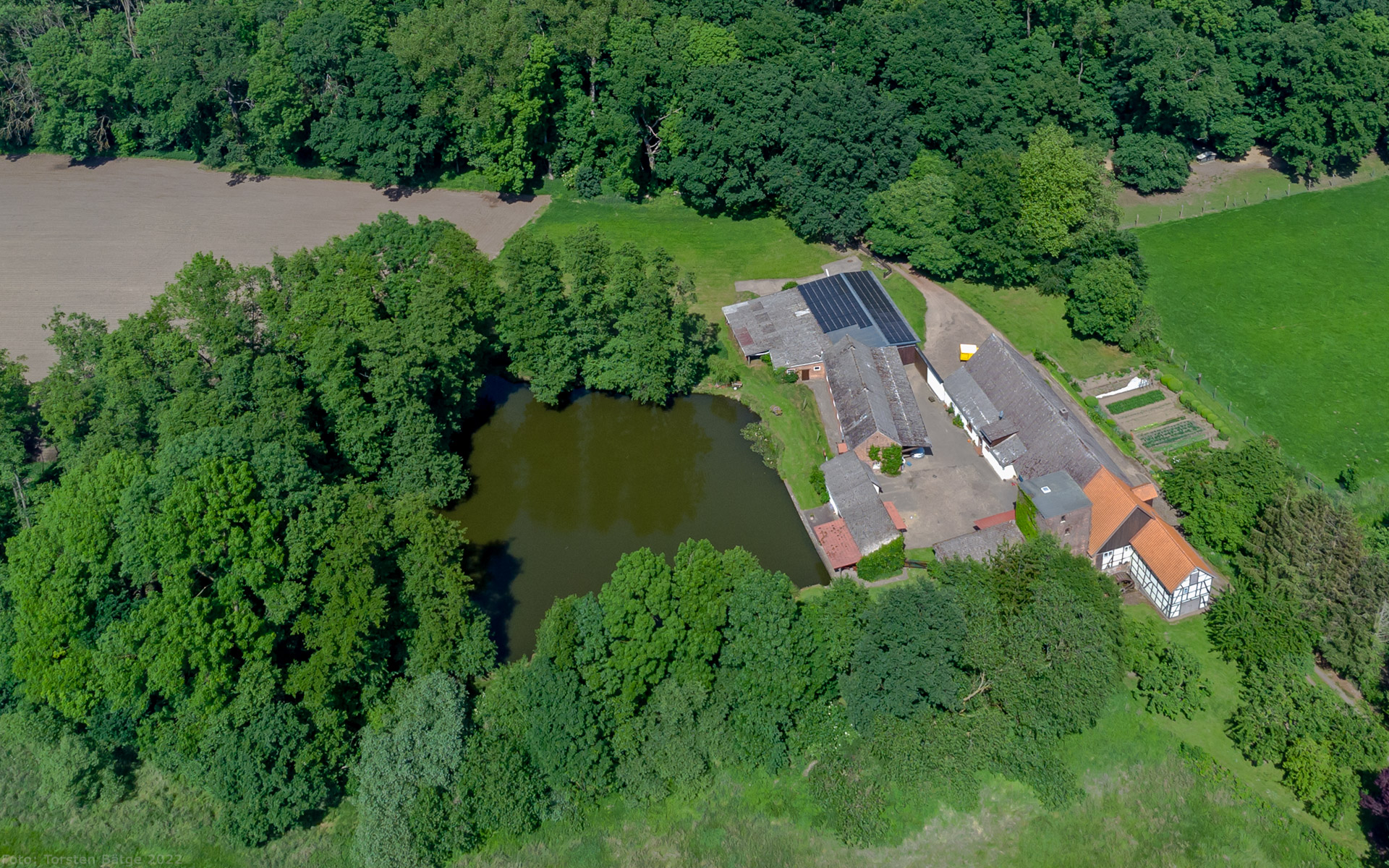
Wassermühle mit Mühlenteich
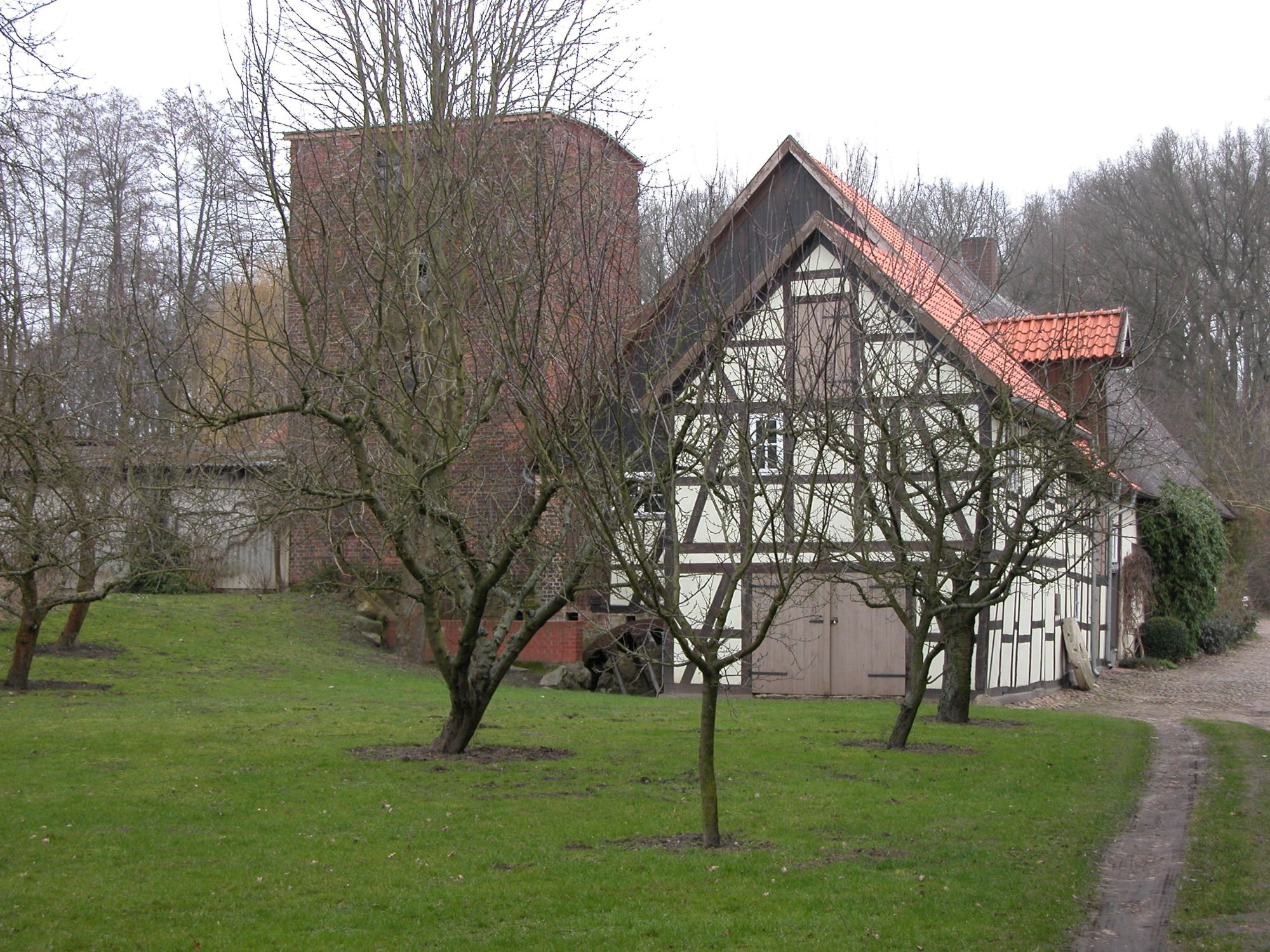
Mühlenanlage Gühlitz von Süden
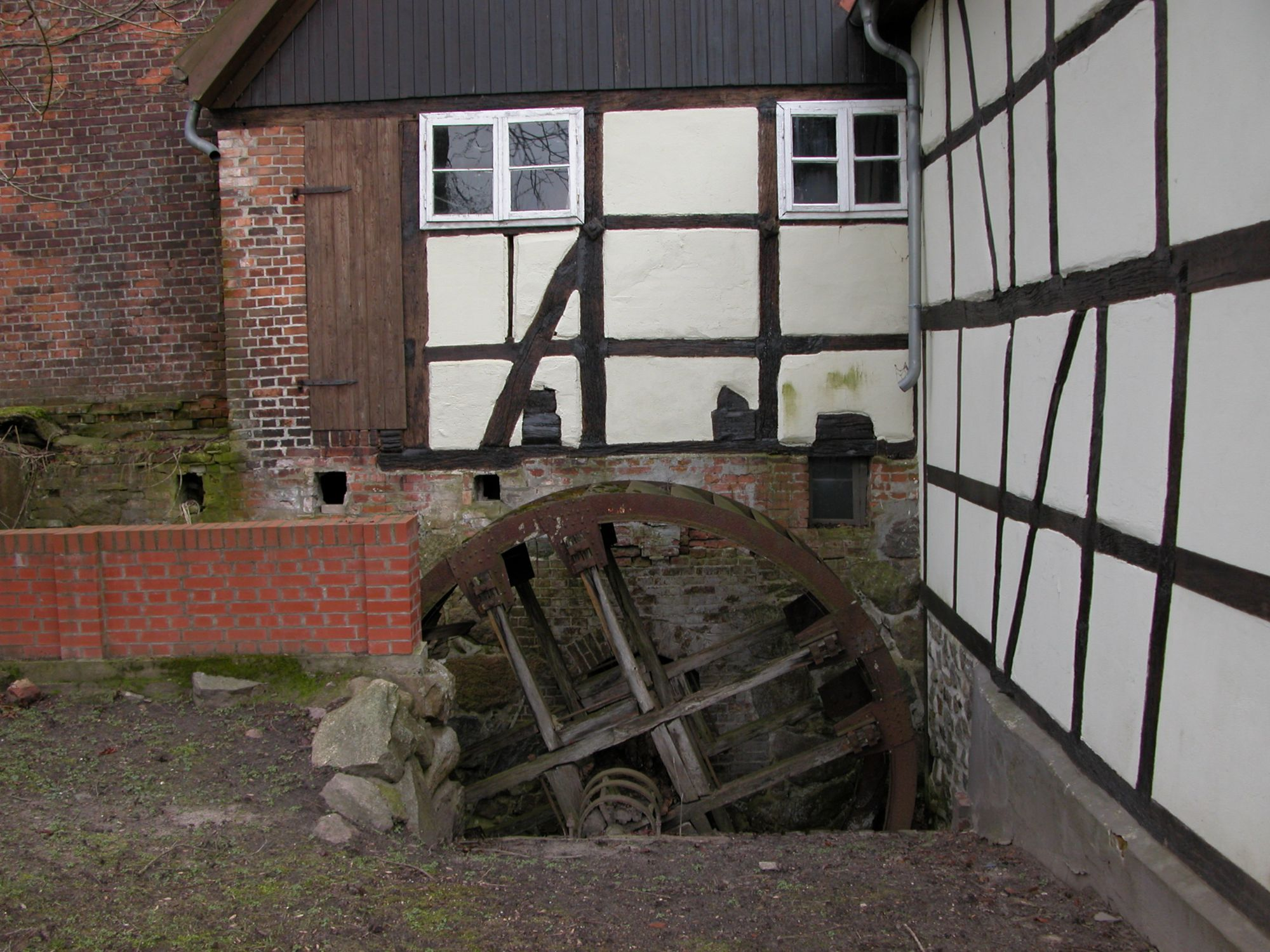
Mühlenrad zwischen Haupthaus und Anbau
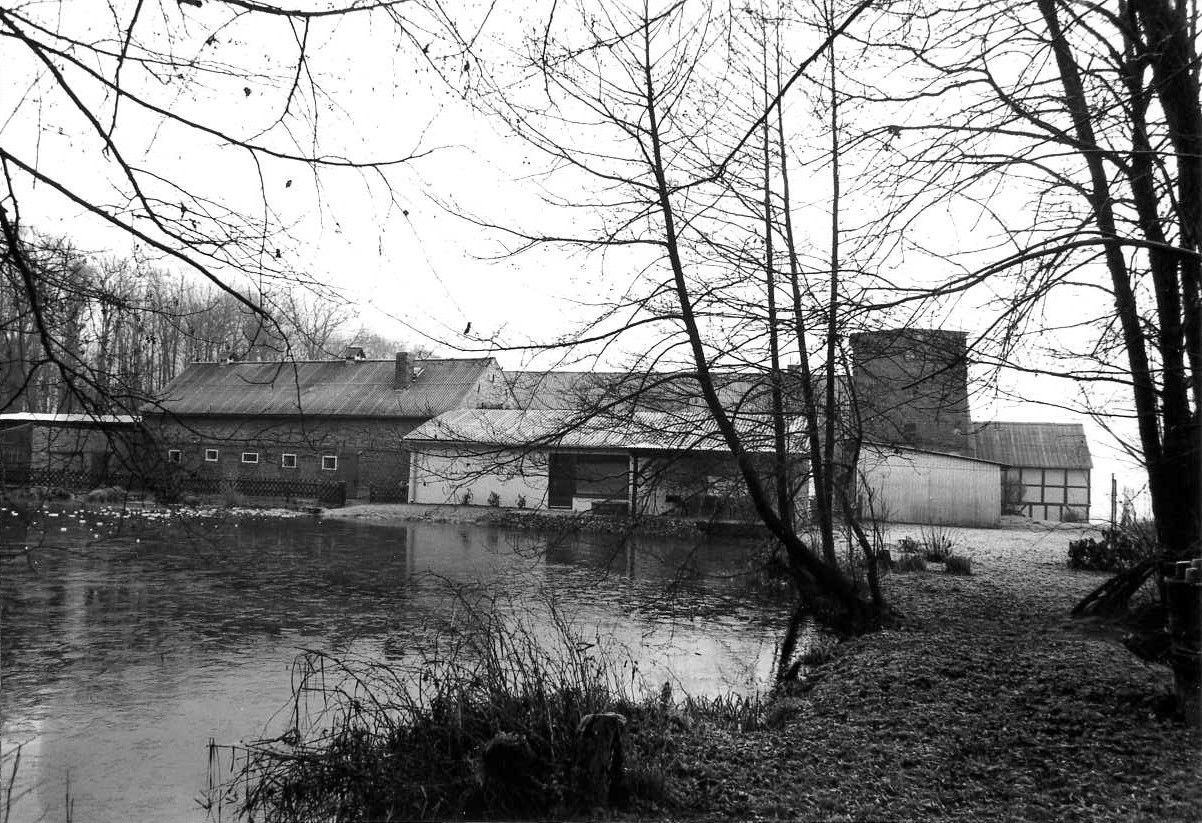
Wassermühle Gühlitz mit Mühlenteich 1978

## Nachweise
1. ↑  Wendland-Lexikon. Band 1, A-K, Lüchow 2000, S. 281.
2. ↑  Wendland Lexikon. Band 1, A-K, Lüchow 2000, S. 282.
3. ↑  Friedrich Lange: Aus der Geschichte der Mühlen im Hannoverschen Wendland, Köhring Verlag, Lüchow 1989, S. 129
4. ↑  Friedrich Lange: Aus der Geschichte der Mühlen im Hannoverschen Wendland, Köhring Verlag, Lüchow 1989, S. 131
5. ↑  Mühlenstandorte in Niedersachsen-Bremen, Nr. 284. Wassermühle Gühlitz, (PDF)